# Sainte-Christine, Maine-et-Loire
Sainte-Christine är en kommun i departementet Maine-et-Loire i regionen Pays de la Loire i nordvästra Frankrike. Kommunen ligger i kantonen Chemillé som tillhör arrondissementet Cholet. År 2018 hade Sainte-Christine 756 invånare.

## Befolkningsutveckling
Antalet invånare i kommunen Sainte-Christine
| Referens: INSEE |